# Tupoljev ANT-9
Tupoljev ANT-9 (Туполев АНТ-9) je bilo sovjetsko trimotorno propelersko potniško letalo iz 1930ih. Snovanje se je začelo decembra 1927, prvi prototip je imel za pogon tri zvezdaste motorje Gnome-Rhone Titan, proizvodne verzije so imele V-motorje Mikulin. 
Mihail Gromov je s tem letalom izvedel krožni let po Evropi: Moskva – Travemünde – Berlin – Pariz – Rim – Marseille – London – Pariz – Berlin – Varšava – Moskva. Let je trajal od 10. julija do 8. avgusta leta 1929. Z osmimi potniki je preletel 9000 kilometrov v 53 letečih urah, povprečna hitrost je bila 177 km/h. 

## Specifikacije (PS-9)
Podatki iz The Osprey Encyclopedia of Russian Aircraft 1875–1995; Gunston 1995
Splošne karakteristike
- Posadka: 2
- Število sedežev: 9 potnikov
- Dolžina: 17,01 m (55 ft 9⅔ in)
- Razpon kril: 23,85 m (78 ft 10 in)
- Višina: 5 m (16 ft 4¾ in)
- Površina kril: 84,0 m² (904 ft²)
- Teža praznega letala: 4400 kg (9700 lb)
- Naložena teža: 6200 kg (13668 lb)
- Pogon letala: 3 ×  vodnohlajeni 12-valjni V-motor Mikulin M-17, 373 kW (500 KM)  vsak

 Zmogljivost 
- Maks. hitrost: 215 km/h (117 vozlov, 134 mph)
- Potovalna hitrost: 180 km/h (97 vozlov, 112 mph)
- Doseg: 700 km (378 nm, 435 milj)
- Višina leta: 5100 m (16732 ft)
- Hitrost vzpenjanja: 2,8 m/s (550 ft/min)
- Obremenitev kril: 73,8 kg/m² (15,1 lb/ft²)
- Razmerje moč/teža: 0,12 kW/kg (0,073 KM/lb)